# فرودگاه چتک مونیسیپال–سووتورته
فرودگاه چتک مونیسیپال-سووتورته (به انگلیسی: Chetek Municipal-Southworth Airport) یک فرودگاه همگانی بهره‌برداری هوایی است که یک باند فرود آسفالت دارد و طول باند آن ۱۰۳۶ متر است. این فرودگاه در شهر چتک، ویسکانسین کشور ایالات متحده آمریکا قرار دارد و در ارتفاع ۳۲۲ متری از سطح دریا واقع شده‌است.